# Икарбус ИК-201
Икарбус ИК-201 је градски зглобни аутобус који је производила српска фабрика аутобуса Икарбус из Земуна. Овај модел је намењен превозу путника у најзахтевнијим условима експлоатације у градском саобраћају. Производња овог модела је трајала од 1993. године до 2006.

### Историја
ИК-201 је развијен у оквиру нове генерације Икарбусових аутобуса почетком 90их година. Први прототип је презентован 1993. године под ознаком ИК-201 Л9. Слово Л у називу модела је означавало луксузно, због луксузније опреме којом је овај модел био опремљен. Овај аутобус је развијен заједно са моделом ИК-103 и фактички представља његову зглобну верзију.
Током 1996. године избачен је из производње старији модел ИК-161 чиме је почела масовнија производња новог ИК-201. Сродни зглобни аутобуси сличног изгледа су ИК-202 и ИК-203 који су се од ИК-201 разликовали по мотору. ИК-201 има МАНов мотор, ИК-202 Рабин, док ИК-203 има Мерцедесов мотор. Ипак ИК-201 је произведен у већој количини него друга два модела, и дуже је задржан у производњи. Временом је овај модел претрпео и неколико визуелних промена модернизацијом дизајна. Даљим развојом ИК-201 настао је и модел ИК-206 који га је 2006. године заменио у производњи.
Овај модел је и дан данас најмасовнији у возном парку Градског саобраћајног предузећа Београд и током тешких година експлоатације у условима економских санкција и кризе 90'их година изнео је велики терет у јавном превозу главног града. Овај модел је такође и у возним парковима осталих већих предузећа која се баве јавним превозом попут ЈГСП Нови Сад, ЈП Суботица транс, СП Ласта и Ластра и многих других. 

## Спецификације
ИК-201 има следеће спецификације:
Димензије:
- Дужина - 17040 mm
- Ширина - 2500 mm
- Висина - 3200 mm
- Међуосовинско растојање - 5250/6100 mm
- Предњи препуст - 2820 mm
- Задњи препуст - 2900 mm
- Висина салона - 2050 mm
- Висина пода у зони I, II и III врата - 900 mm
- Висина првог степеника - 345 mm
- Пречник заокретања - 21600 mm

Маса
- Маса празног возила - 14100 kg

Мотори
- MAN D2866 LUH-22
- Еуро 2
- Максимална снага - 191 kW (256 КС)

- MAN D2866 LUH-23
- Еуро 3
- Максимална снага - 191 kW (256 КС)

- Уградња - између прве и друге осовине испод пода салона

Трансмисија
- ZF S6-85
- VOITH 864.3E

Аутобус има три осовине, предњу, средњу - погонску и задњу - неутралну . Конструкција аутобуса је самоносећа решеткаста од квадратних профила. Основна варијанта има четворо двокрилних врата која се отварају ка унутра. Командовање вратима је од стране возача, а у случају опасноти врата се могу отворити и споља и изнутра. Бочни прозори су  изграђени од ојачаног сигурносног стакла са могућношћу отварања. Аутобуси су опремљени и системом за грејање, вентилацију и хлађење, спољашњим електронским информационим панелима, и термички су изоловани.